# Legiovlak

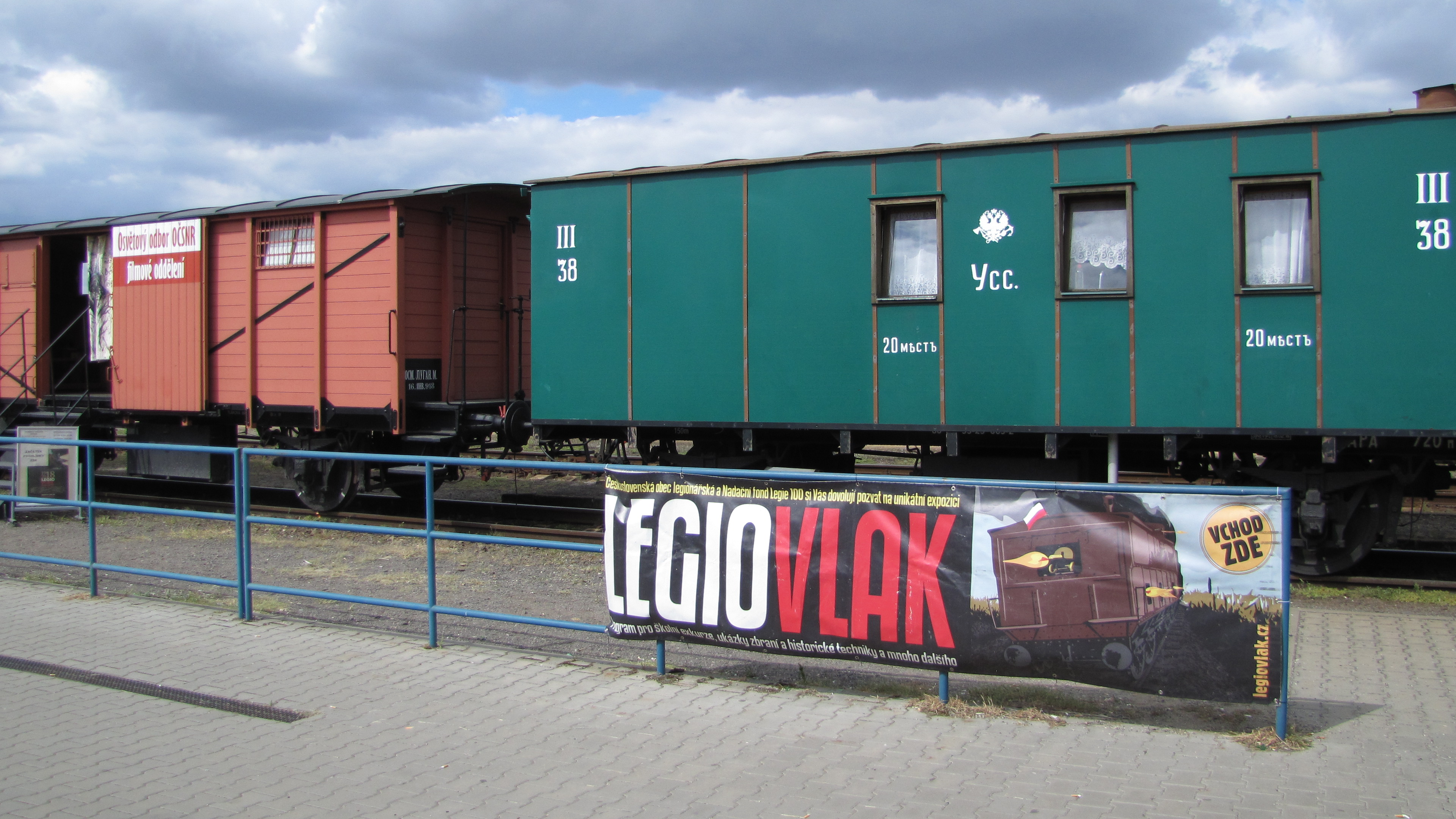
Legiovlak

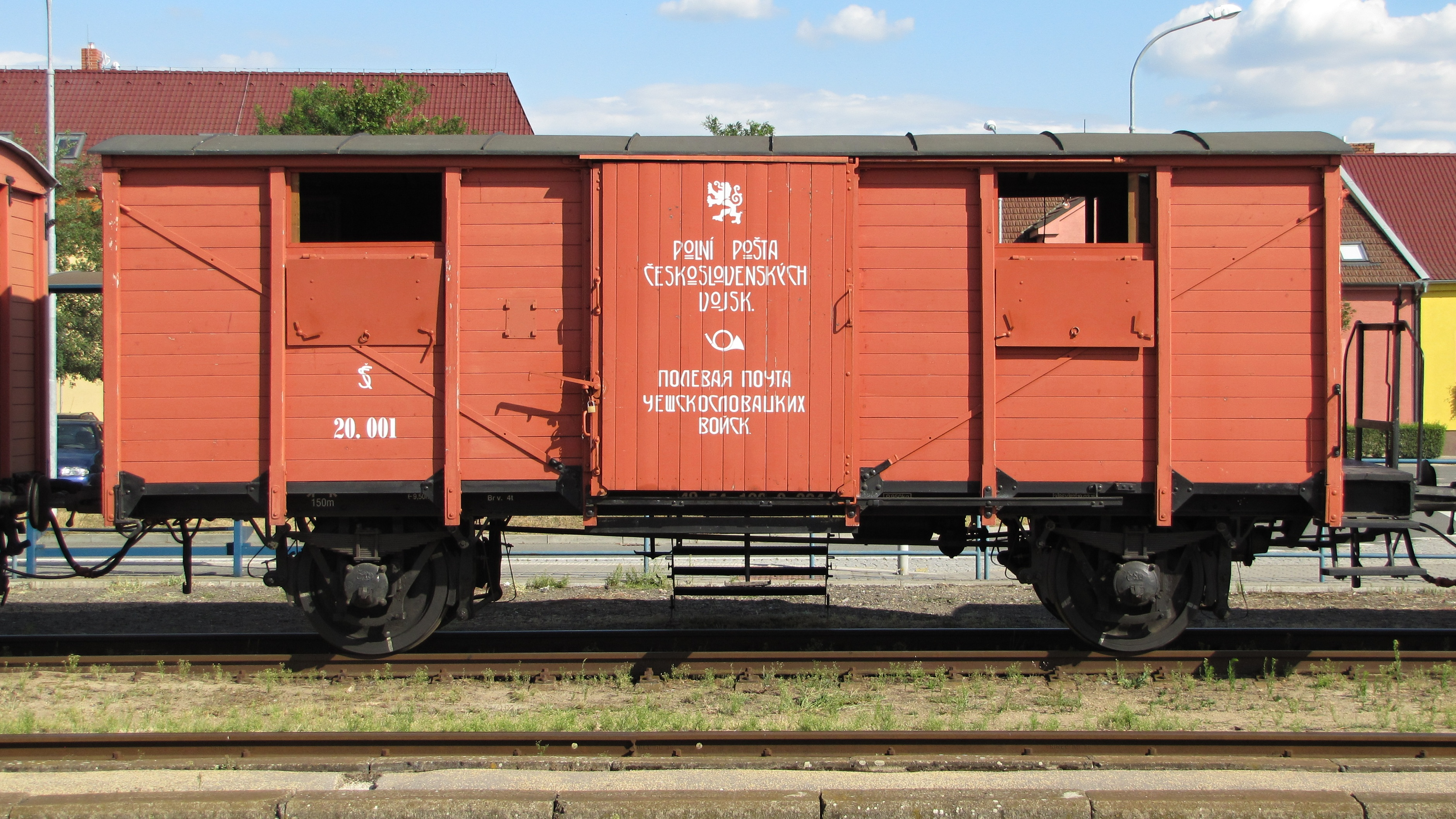
Poštovní vůz Legiovlaku

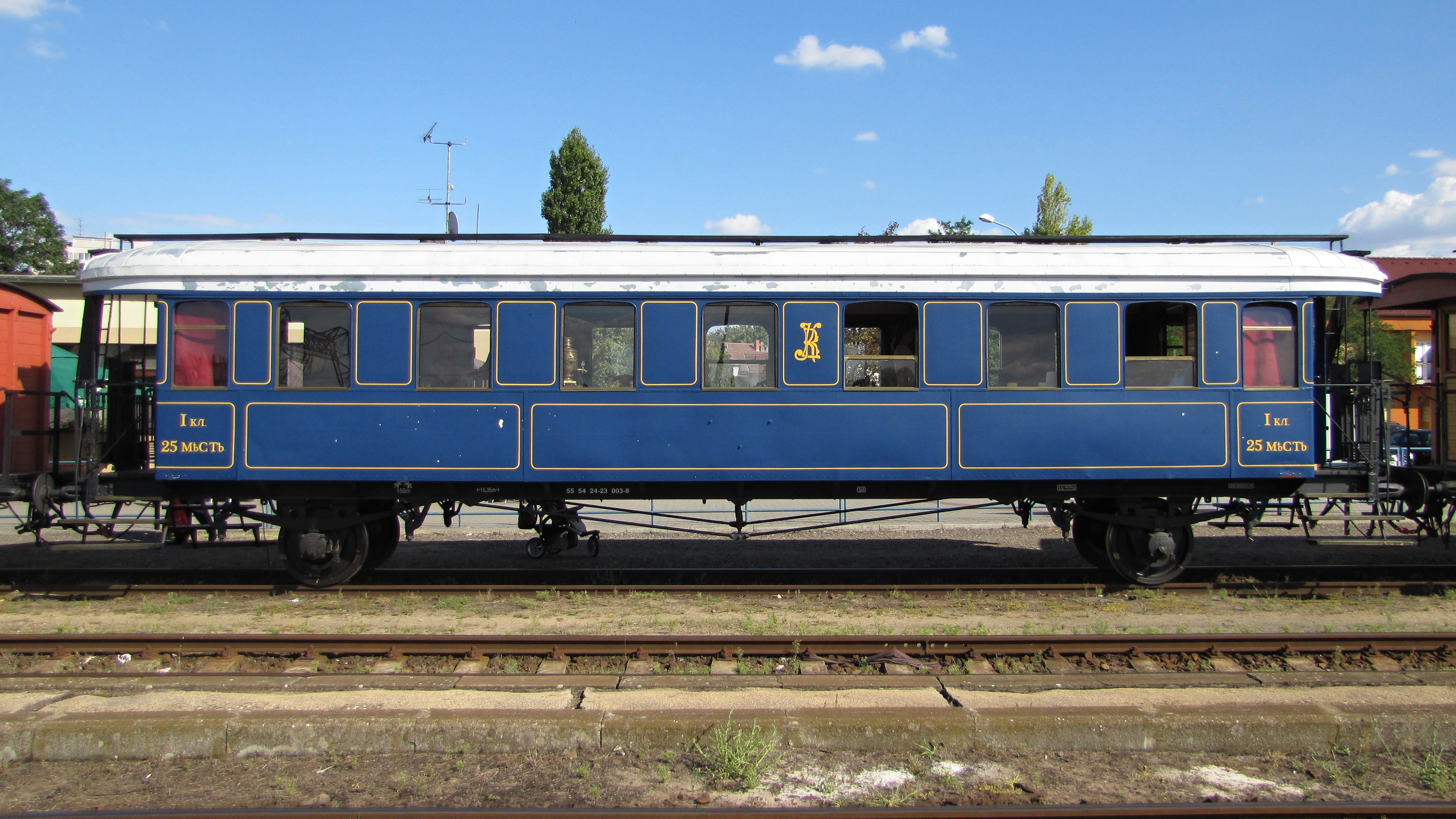
Salonní vůz

Legiovlak je putovní muzeum československých legií. Jedná se o projekt Československé obce legionářské, který má být věrnou replikou legionářského vlaku z období let 1918–1920, kdy na Transsibiřské magistrále v Rusku probíhaly válečné operace československých legií. Vlak křižuje od května 2015 celou Českou republiku. Cesta má trvat minimálně do roku 2026.
Legiovlak je součástí dlouhodobého projektu Legie 100. Má pomoci obnovovat povědomí o československých legiích a jejich zásluhách na vzniku samostatného československého státu. Vstup do expozice Legiovlaku je zdarma a to i díky podpoře Ministerstva obrany České republiky, Ministerstva dopravy České republiky, Českých drah, SŽDC, ČD Cargo a dalších partnerů.

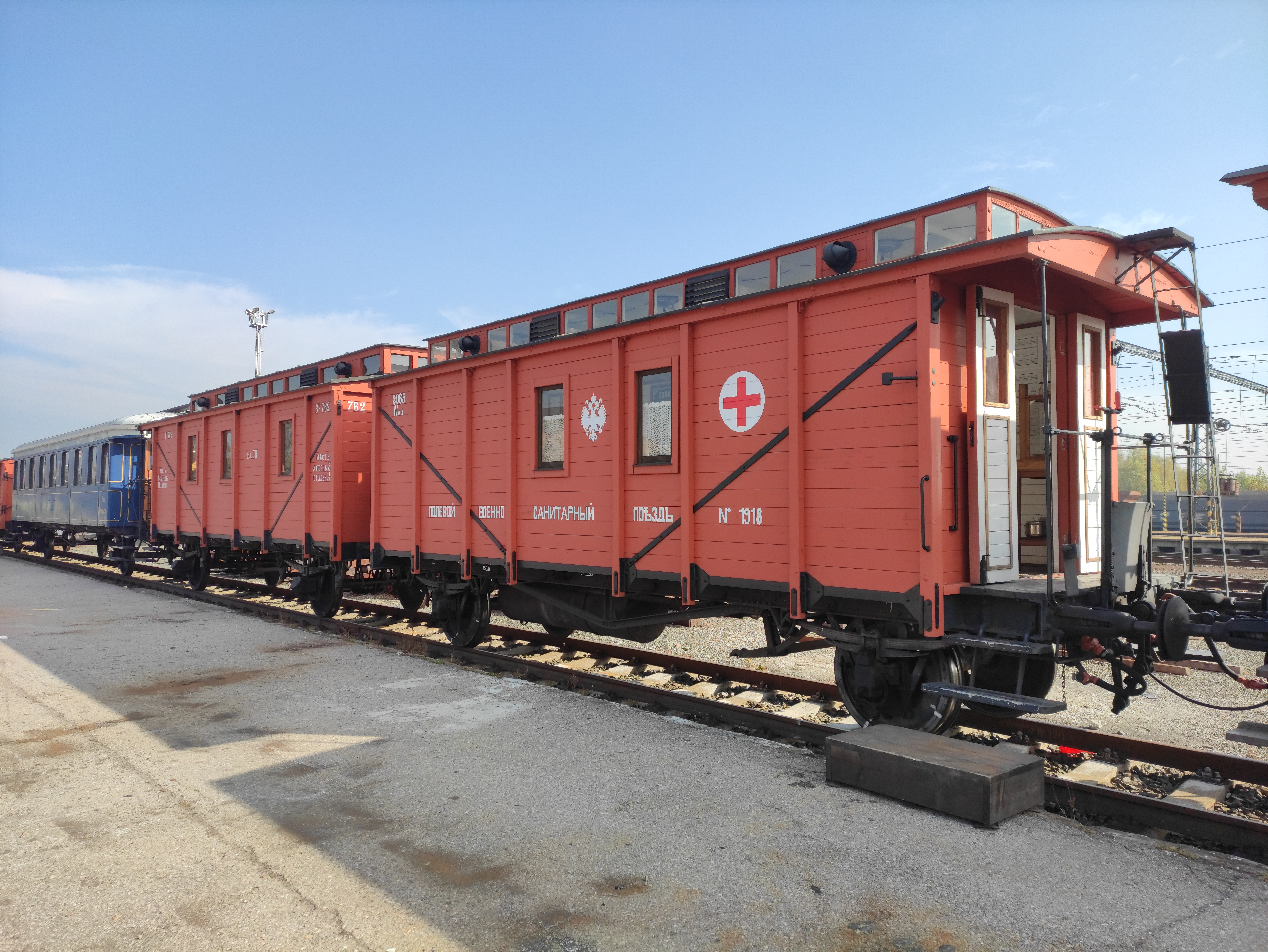
Legiovlak na nádraží Ostrava-Svinov

## O Legiovlaku
V letech 2011 až 2015 zakoupila Československá obec legionářská celkem 11 vyřazených historických železničních vozů. Jeden z plošinových vozů dlouhodobě zapůjčily České dráhy a kovářský vůz rekonstruovala a dodala slovenská strana v čele s Nadáciou Milana Rastislava Štefánika a Klubom historickej techniky RD Zvolen. V letech 2014–2016 zhlédlo Legiovlak na 300 000 návštěvníků.
Na konci roku 2017 Legiovlak čítal třináct vozů. Pro co největší přiblížení podoby legionářských vlaků a životních podmínek, bojové činnosti a zvyklostí československých legionářů, byly vybrány pro rekonstrukci nejčastěji používané vozy. Vlak se skládá z vozu polní pošty, těplušky, plukovní prodejny, ubytovacího, filmového, krejčovského, zdravotního, štábního, velitelského, obrněného a dvou vozů plošinových.
V každém z vozů je nainstalována výstava panelů a trojrozměrných předmětů, které přibližují život a boj československých legionářů na Transsibiřské magistrále. Návštěvníci si tak v případě zájmu mohou zjistit podrobnější informace o daném tématu, ale také prohlédnout originální součásti výstroje a výzbroje stejně, jako předměty legionářské každodennosti. Vybrané exponáty je možné si osahat, včetně některých z vystavených zbraní.
Odborný výklad poskytují průvodci v replikách legionářských stejnokrojů. Pro školní exkurze jsou v rámci expozice připraveny pracovní listy a další materiály. Na místě je rovněž možné pořídit si kromě pamětních předmětů i odborné a populárně naučné publikace s legionářskou tematikou. Výtěžek z tohoto prodeje přitom směřuje na podporu projektu Legie 100.

## Financování
Do roku 2020 přispívalo na provoz Legiovlaku ministerstvo obrany 12 miliony korun ročně, obec legionářská dalšími dvěma. Projekt má díky další podpoře ze strany ministerstva obrany a ministerstva dopravy trvat minimálně do roku 2026.